# Lunéville
Lunéville is een gemeente in het Franse departement Meurthe-et-Moselle in de regio Grand Est. De gemeente telde 17.920 inwoners op 1 januari 2022. Het is de hoofdplaats (onderprefectuur) van het  arrondissement Lunéville.
Lunéville is een garnizoensstad. Sinds 1993 is het 53e Régiment de Transmissions  gelegerd in de kazerne Quartier Treuille de Beaulieu-Diettmann.

## Geografie
De oppervlakte van Lunéville bedroeg op 1 januari 2022 16,34 vierkante kilometer; de bevolkingsdichtheid was toen 1.096,7 inwoners per km².
De Meurthe en haar zijrivier de Vezouze stromen door de gemeente.
De onderstaande kaart toont de ligging van Lunéville met de belangrijkste infrastructuur en aangrenzende gemeenten.

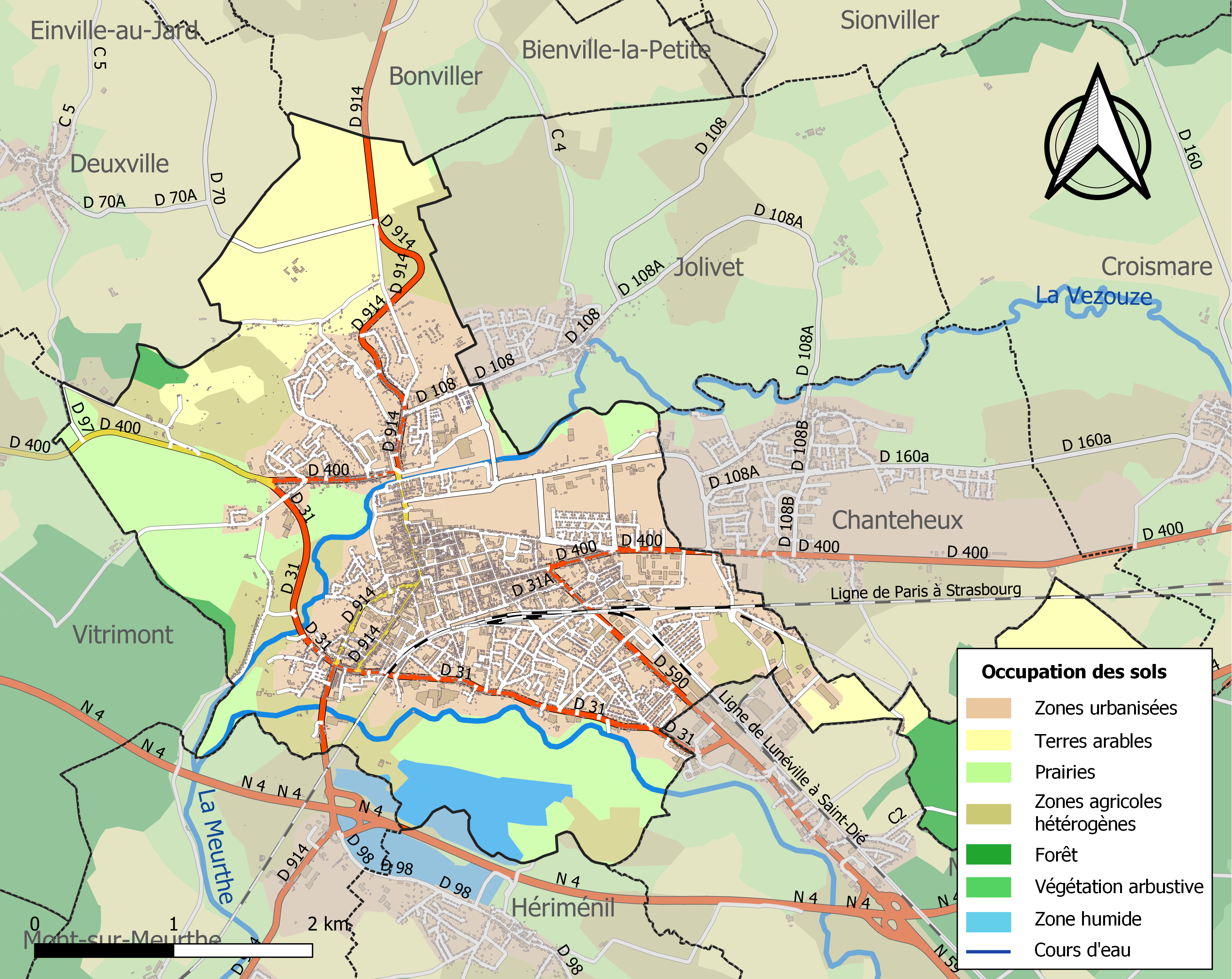

## Verkeer en vervoer
In de gemeente ligt spoorwegstation Lunéville.

## Demografie
Onderstaande figuur toont het verloop van het inwonertal (bron: INSEE-tellingen).

## Geschiedenis
De geschiedenis van de plaats hangt samen met het kasteel van Lunéville. In de 10e eeuw werd hier een eerste, houten kasteel gebouwd. Dit werd vervangen door een versterkt kasteel. Lunéville werd in de 13e eeuw een bezit van de hertogen van Lotharingen. Aan het begin van de 17e eeuw liet hertog Hendrik II de middeleeuwse burcht afbreken en liet haar vervangen door een renaissancekasteel. De stad en het kasteel werden beschadigd tijdens de Dertigjarige Oorlog.
Het vierde kasteel op dezelfde plaats werd gebouwd in opdracht van hertog Leopold I van Lotharingen die zijn hofhouding in 1702 van Nancy naar Lunéville verplaatste. Nancy werd immers bezet door de Franse troepen van koning Lodewijk XIV. Architect Germain Boffrand modelleerde het naar het kasteel van Versailles. Onder hertog Stanislas bloeide het hertogelijk hof. Na de aanhechting van Lotharingen bij Frankrijk (1766) verdween veel van de luister van het paleis en zijn tuinen. Het kasteel diende toen als cavaleriekazerne. Op 9 februari 1801 werd hier in het kasteel de Vrede van Lunéville getekend tussen Oostenrijk en de Franse republiek. Voor Frankrijk tekende Jozef Bonaparte en voor Oostenrijk Johann Ludwig von Cobenzl.
In de 18e eeuw werden de Faïenceries de Lunéville – Saint-Clément opgericht. Dit atelier waar faience werd gemaakt profiteerde van de nabijheid van de hertogelijke hofhouding. Maar ook nadien bloeide het bedrijf. Zo waren er kunstenaars van de art nouveau actief zoals Louis Majorelle. Na de Tweede Wereldoorlog ging het bergaf met het bedrijf in en 1983 sloot de vestiging in Lunéville.
Tussen 1968 en 1990 was de 30e Groupe de Chasseurs gekazerneerd in Lunéville.

## Bezienswaardigheden
De gemeente telt verschillende historische monumenten. Het kasteel van Lunéville dateert uit de 18e eeuw en bezit park met een Franse tuin. De synagoge van Lunéville werd gebouwd in 1786 met uitdrukkelijke toestemming van koning Lodewijk XVI. Het was de eerste synagoge die in Frankrijk werd gebouwd sinds de 13e eeuw. De kerk Saint-Jacques is een barokkerk met een opvallend orgel.
De Tour de la Cloche van de kerk is ingericht als museale ruimte. Hetzelfde geldt voor het Hôtel Abbatial in de vroegere pastorij.

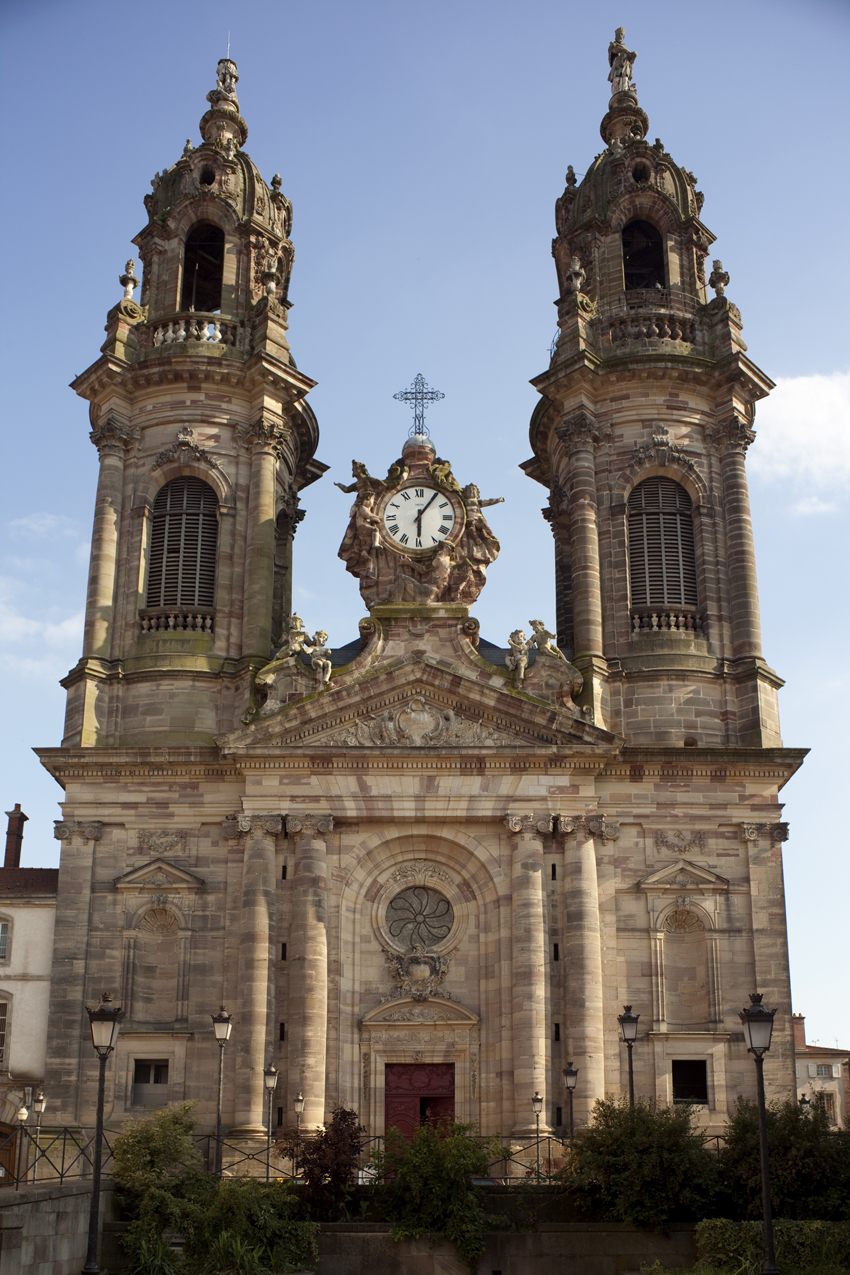
Kerk Saint-Jacques
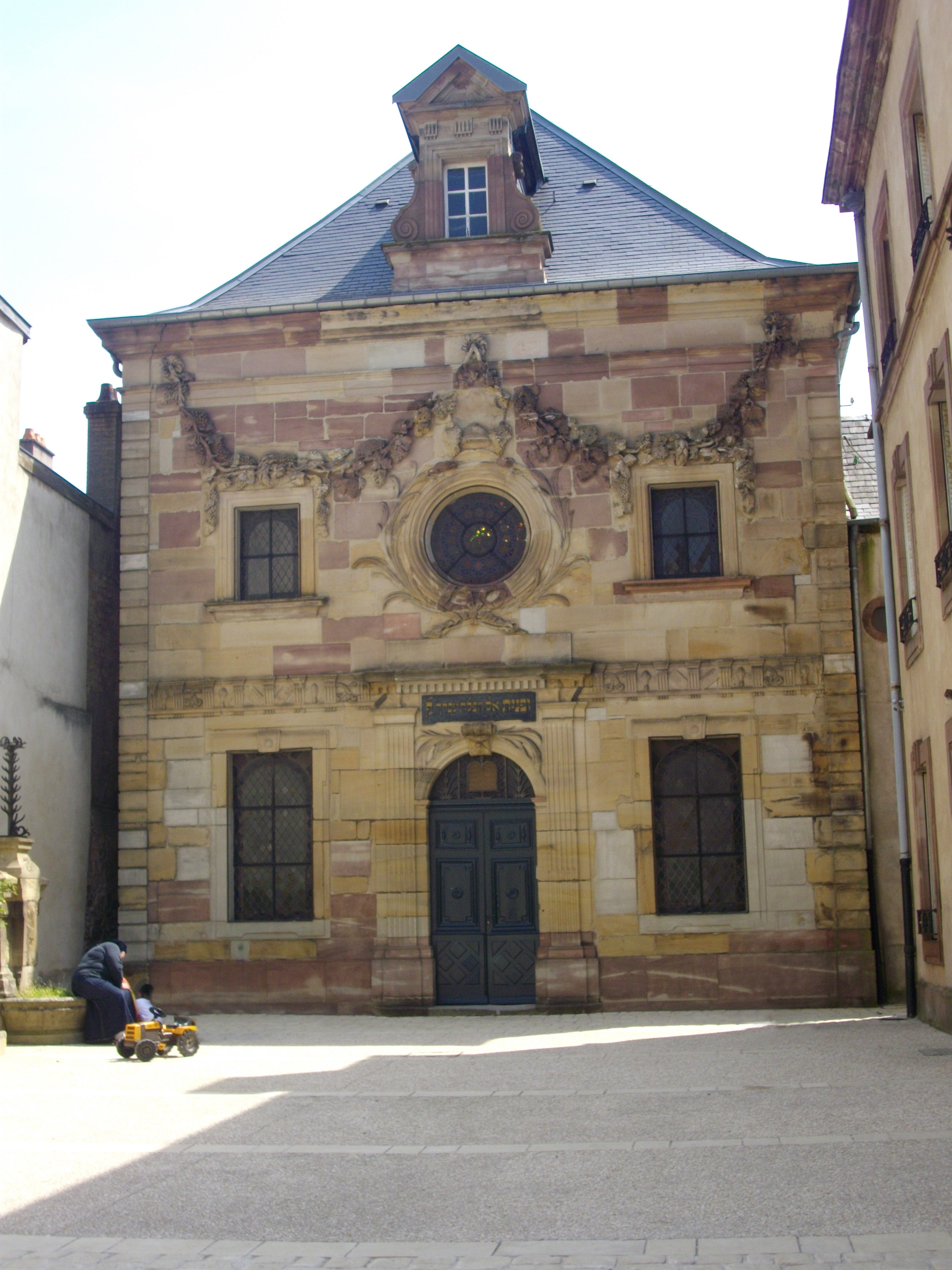
Synagoge
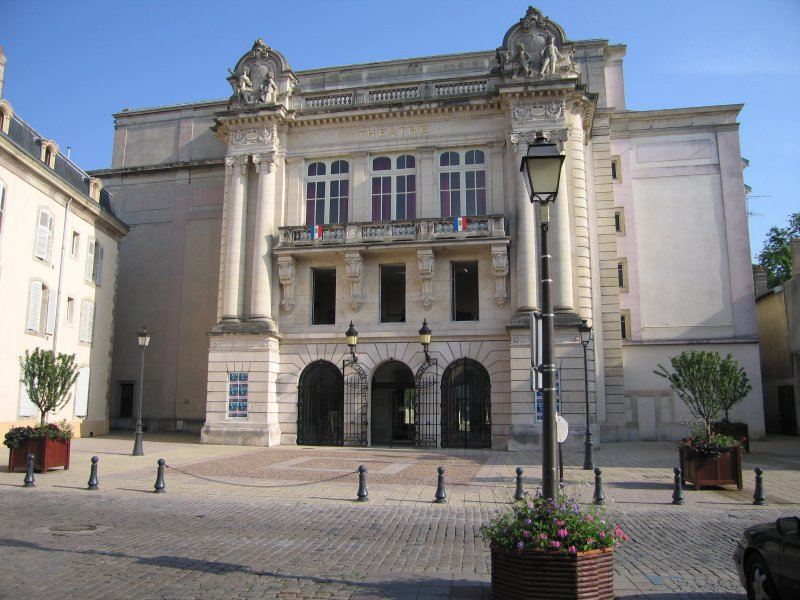
Theater
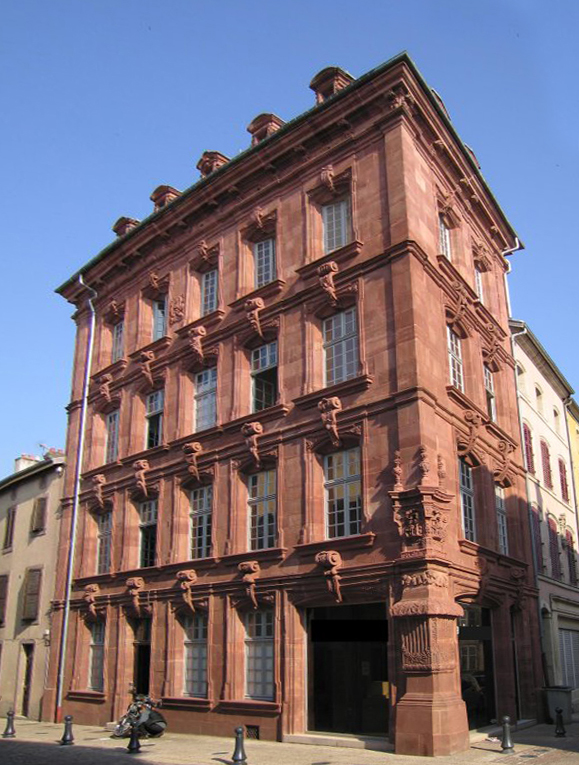
Maison du Marchand
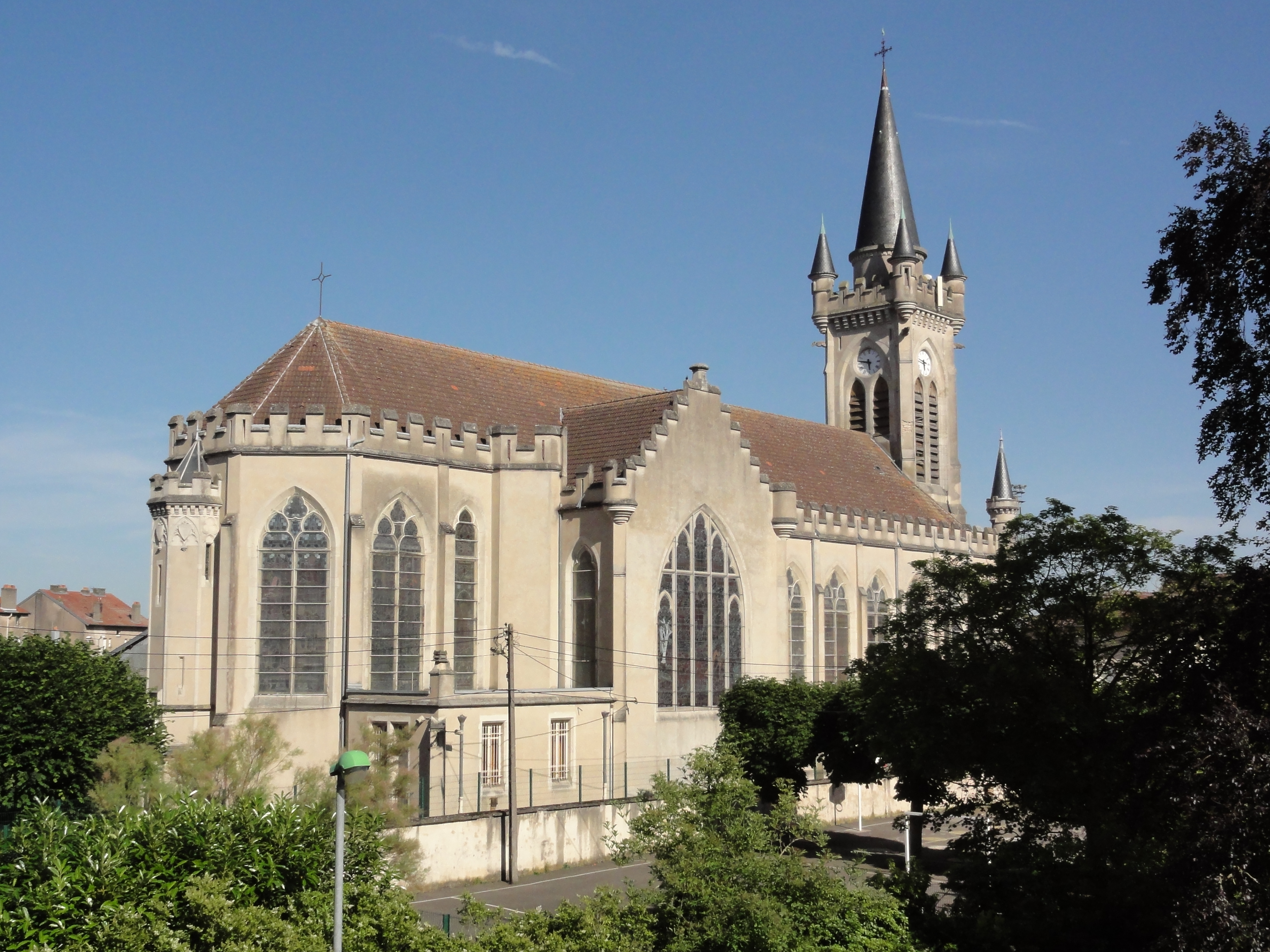
Kerk Sainte-Jeanne-d'Arc
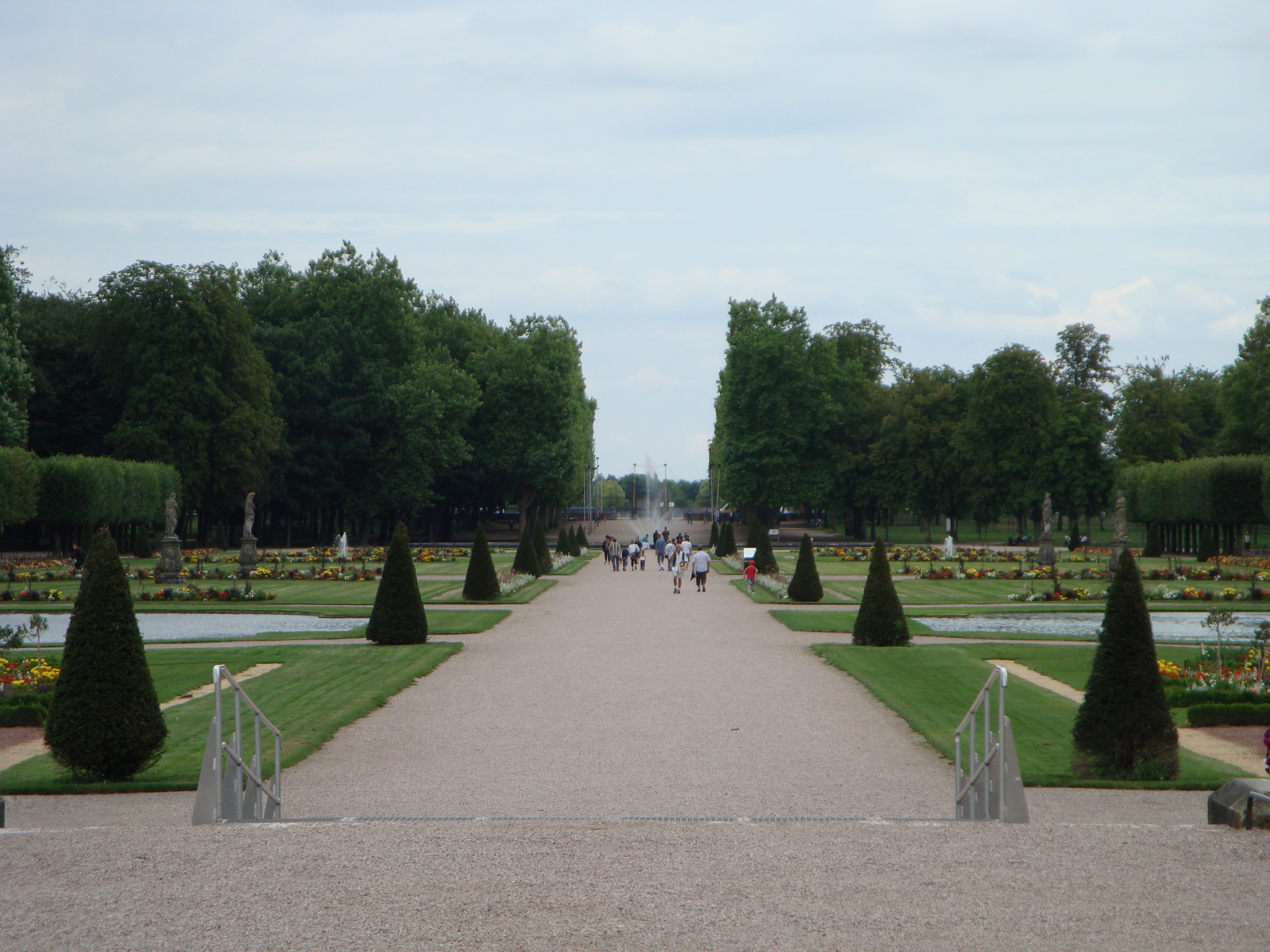
Tuin van het kasteel

## Bekende inwoners

### Geboren
- Georges de La Tour (1592-1652), kunstschilder
- Elisabeth Theresia van Lotharingen (1711-1741), schoonzuster van Maria Theresia van Oostenrijk
- Joseph de Ferraris (1726-1814), veldmaarschalk in de Oostenrijkse Nederlanden
- Louis Gerverot (1747-1829), porseleinschilder en ondernemer
- François Nicolas Benoît Haxo (1774-1838), generaal in het Franse leger en vestingbouwer
- Gilbert Bauvin (1927), wielrenner

### Overleden
- Frans II Jozef van Lotharingen (1689-1715), abt van de rijksabdij Stavelot-Malmedy
- Henry Desmarest (1661/1662-1741), componist
- Catharina Opalińska (1680-1747), koningin van het Pools-Litouwse Gemenebest en hertogin Lotharingen
- Émilie du Châtelet (1706-1749), wiskundige, natuurkundige en schrijfster
- Stanislaus Leszczyński (1677-1766), koning van Polen en hertog van Lotharingen

## Partnersteden
- Tienen (België), sinds 1960